# Вильгельм I (герцог Гелдерна)
Вильгельм VII Юлихский (фр. Guillaume de Juliers; 5 марта 1364 — 16 февраля 1402, Арнем) — герцог Гелдерна и граф Цютфена (под именем Вильгельм I) с 1380 года, герцог Юлиха (под именем Вильгельм III) с 1393 года. Сын Вильгельма VI Юлихского и Марии Гелдернской.

Гелдерн и Юлих на карте Германии 1400 г.

## Биография
После окончания войны за гелдернское наследство получил от матери герцогство Гелдерн (1380 год).
Совместно с Тевтонским орденом в 1383, 1388 и 1393 годах участвовал в крестовых походах против балтов. В 1386—1388 годах на стороне отца воевал с Брабантом.
Герцогство Юлих контролировало дорогу Франкфурт — Ахен, и в 1400 году Вильгельм VII воспрепятствовал коронованию короля Рупрехта короной императора Священной Римской империи. В том же году приобрел город Куйк (Кейк), который присоединил к Гелдерну. К герцогству Юлих присоединил Борн, Эйскирхен, Зиттард, Бослар, Альденховен, Граве, Миллен, Вальдфейхт и Гангельт.

## Семья
В 1379 году Вильгельм Юлихский женился на Катерине Виттельсбах (1361—1400), дочери Альбрехта I — герцога Баварии, графа Голландии и Эно. Детей у них не было, и владения унаследовал брат Райнальд.
Известно несколько незаконнорождённых детей Вильгельма Юлихского: Маргарита, замужем за Эльбертом ван Эйл; Жанна, жена Жана VI де Куйк, Жан — сын Мехтильды ван Бракель.